# Dunaújváros
Dunaújváros (słow. Dunajské Nové Mesto) – miasto na prawach komitatu na Węgrzech, na prawym brzegu Dunaju. Powierzchnia miasta wynosi 52,67 km² natomiast liczba mieszkańców 48,1 tys. (I 2011).
W latach 1951–1961 nosiło nazwę Sztálinváros. W czasach rzymskich istniała w tym miejscu rzymska forteca Intercisa.

## Gospodarka
Jest to największy w kraju ośrodek hutniczy.

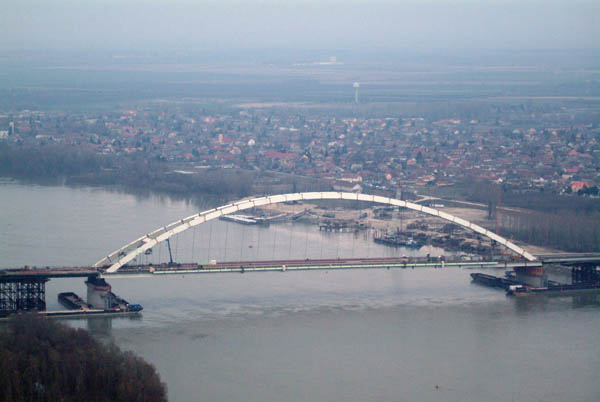
Most przez Dunaj w Dunaújváros

## Sport
- Dunaújvárosi Acélbikák - klub hokejowy
- Dunaújváros FC - klub piłkarski

## Urodzeni w Dunaújváros
- Zsófia Kovács – węgierska gimnastyczka

## Miasta partnerskie
- Elbasan, Albania
- Linz, Austria
- Silistra, Bułgaria
- Villejuif, Francja
- Terni, Włochy
- Giurgiu, Rumunia
- Sremska Mitrovica, Serbia
- İnegöl, Turcja
- Ałczewsk, Ukraina
- Leszno, Polska